# 靴に恋して
『靴に恋して』（くつにこいして、Piedras）は2002年のスペインのドラマ映画。ラモン・サラサール監督。シューズ・デザイナー志望のレイレや、不幸な結婚生活を埋め合わせるかのように靴を買い漁るイザベルなど、マドリッドに住む5人の女性と、彼女たちの靴にまつわるドラマ。

## ストーリー
「その人の靴を見る事で、その人が解る」そんな語りかけから始まる物語である。
物語は、場面ごとにバトンを渡し合うように進んでゆく。
　レイレとクンの恋愛関係が壊れてしまう。レイレはこの事に悩み苦しんでいた。仕事仲間のハビエルに相談に乗ってもらいながら、彼ら彼女らは仲良くなるがハビエルはゲイの為に親友だけで、レイレの本当の欲求は満たされない。クンの友達であるホアキンは知的障害を持つアニータのシッターをする事になり、自分の出来る事をアニータに伝えて行くうちに心は動いてゆく。アニータの母であるアデラはカラオケパブで働きレオナルドと知り合う。レオナルドは売春というかたちでアデラに迫る訳ではなく、タンゴを一緒に踊りに行きその楽しさを彼女に伝えた。レオナルドの奥さんであるイザベルは夫婦関係を続ける事に苦悩していた。イザベルは靴を愛していた。世界各地の靴を集め、ある時レイレが働く靴屋に買い物に行くが、その時にレイレの悪事が店長にばれ、（編集中）

## キャスト
※括弧内は日本語吹替
- アデラ - アントニア・サン・フアン（火野カチ子）
- レイレ - ナイワ・ニムリ（きっかわ佳代）
- マリカルメン - ヴィッキー・ペニャ（藤生聖子）
- アニータ - モニカ・セルヴェラ（田村聖子）
- イザベル - アンヘラ・モリーナ（土井美加）
- レオナルド - ルドルフォ・デ・ソーザ（浦山迅）
- ホアキン - エンリケ・アルキデス（大水忠相）
- ダニエラ - ロラ・ドゥエニャス